# Доронино (Новосибирская область)
Доро́нино — село в Тогучинском районе Новосибирской области. Входит в состав Завьяловского сельсовета.

## География
Площадь села — 76 гектаров.

## Население
| 2002 | 2007 | 2010 |
| ---- | ---- | ---- |
| 291  | ↘259 | ↘235 |

## Инфраструктура
В селе по данным на 2007 год функционируют одно учреждение здравоохранения и одно учреждение образования.